# Rodrigo Leão
Rodrigo Pimentel Souza Leão (ur. 5 czerwca 1996 w Rio de Janeiro) – brazylijski siatkarz, grający na pozycji przyjmującego, reprezentant Brazylii. 
W sezonie 2019/2020 nie mógł reprezentować barw klubowych Sady Cruzeiro Vôlei, gdyż został przyłapany na dopingu.

## Sukcesy klubowe
Superpuchar Brazylii:
- 2015[2], 2016, 2017, 2021, 2022[3], 2024[4]

Klubowe Mistrzostwa Świata:
- 2015[5], 2016[6], 2021[7], 2024[8]
- 2017, 2022[9]

Puchar Brazylii:
- 2016[10], 2018, 2019, 2021, 2023[11], 2024[12]

Klubowe Mistrzostwa Ameryki Południowej:
- 2016[13], 2017, 2018, 2019, 2022[14], 2023[15], 2024[16], 2025[17]
- 2015

Mistrzostwo Brazylii:
- 2015, 2016[18], 2017, 2018, 2022[19], 2023[20], 2025[21]
- 2019

## Sukcesy reprezentacyjne
Mistrzostwa Ameryki Południowej Kadetów:
- 2012[22]

Puchar Panamerykański Juniorów:
- 2015[23]

Mistrzostwa Ameryki Południowej U-23:
- 2016

Liga Światowa:
- 2017

Mistrzostwa Ameryki Południowej:
- 2017

Puchar Wielkich Mistrzów:
- 2017

Igrzyska Panamerykańskie:
- 2019

Mistrzostwa Świata:
- 2022[24]

## Nagrody indywidualne
- 2015: Najlepszy zagrywający Pucharu Panamerykańskiego Juniorów
- 2016: Najlepszy przyjmujący Mistrzostw Ameryki Południowej U-23
- 2017: Najlepszy przyjmujący Klubowych Mistrzostw Ameryki Południowej
- 2019: Najlepszy przyjmujący Klubowych Mistrzostw Ameryki Południowej